# Palupera
Palupera är en ort i Estland. Den ligger i Palupera kommun och landskapet Valgamaa, i den södra delen av landet, 170 km sydost om huvudstaden Tallinn. Palupera ligger 105 meter över havet och antalet invånare är 187.
Terrängen runt Palupera är platt, och sluttar norrut. Runt Palupera är det glesbefolkat, med 11 invånare per kvadratkilometer. Närmaste större samhälle är Elva, 12,3 km norr om Palupera. I omgivningarna runt Palupera växer i huvudsak blandskog.